# Eupistella dibranchiata
Eupistella dibranchiata är en ringmaskart som först beskrevs av Fauvel 1909.  Eupistella dibranchiata ingår i släktet Eupistella och familjen Terebellidae. Inga underarter finns listade i Catalogue of Life.